# Tombeau de l’impératrice Éléonore
Le tombeau de l’impératrice Éléonore est une dalle funéraire sculptée située dans l’église abbatiale de Neukloster. Elle est réalisée pour la tombe de l’impératrice Éléonore, épouse de Frédéric III, probablement peu de temps après la mort de celle-ci en 1467, et est attribuée à l’atelier de Nicolas de Leyde.

## Histoire
Le 5 juin 1467, l’empereur Frédéric III ordonne au Magistrat de Strasbourg de lui envoyer toutes affaires cessantes à la cour impériale à Wiener Neustadt le sculpteur Nicolas de Leyde. Celui-ci était invité depuis 1463 à se mettre au service de l’empereur, mais avait jusque-là décliné toutes les propositions, avec le soutien plus ou moins tacite du Magistrat, peu enclin à perdre un artisan de talent. Le motif de ces sollicitations pressantes est la volonté de l’empereur de faire réaliser des tombeaux au sculpteur.
Le 3 août Nicolas de Leyde promet solennellement au Magistrat de se rendre en Autriche dans un mois et il arrive à Wiener à Wiener Neustadt à la fin de l’été 1467. Parallèlement, l’impératrice Éléonore meurt le 3 septembre 1467, probablement d’une infection gastro-intestinale, peut-être avant même l’arrivée du sculpteur,. Conformément à ses vœux, elle est inhumée près de la salle des sacrements de l’église abbatiale du Neukloster, où sont déjà enterrés trois de ses enfants.
La préparation du tombeau de l’impératrice est déjà planifiée avant sa mort. Nicolas de Leyde a ainsi touché un paiement pour sa réalisation avant septembre 1467 et il semble avoir réalisé des esquisses au préalable. Ainsi, bien que la date exacte de la pose du tombeau soit inconnue, il a probablement été réalisé peu de temps après sa mort, mais la date de pose est inconnue. La dalle est déplacée en 1841 et dressée contre le mur nord du chœur.

## Description
La partie conservée du tombeau est une dalle rectangulaire de marbre brèche d’Adnet à amandes rouge et jaune mesurant 31 × 20,5 × 23,5 cm. Elle est sculptée en haut-relief, celui-ci atteignant une profondeur maximale de 20 cm, avec des parties en ronde-bosse. Bien que le poli ne soit pas uniforme, il est suffisant pour qu’aucune trace d’outil ne soit visible. La sculpture est globalement dans un état de conservation correct : les principaux manques touchent les parties en ronde-bosse comme le sceptre, bien que les autres parties aient de nombreux éclats plus ou moins importants. Ces derniers ont souvent fait l’objet de restaurations sommaires, soit par polissage soit par comblement avec du mastic.
L’impératrice est représenté en pied, vivante et vêtue des insignes impériaux : elle porte la couronne ainsi que le manteau du couronnement aux bordures ornées de perles et de pierreries et tient le sceptre et le globe impérial. La position choisie cultive l’ambiguïté et il est impossible de dire si elle est debout ou allongée. Elle se trouve ainsi sous un dais, mais sa tête repose sur un coussin ; de la même manière, le voile qui couvre sa tête tombe à la verticale sur l’épaule à sa gauche et s’étale à l’horizontale à sa droite.
L’impératrice est doublement encadrée. Au premier niveau, elle s’inscrit dans une architecture évoquant une embrasure de porte, qui est en grande partie masquée par les rabats du dais, mais apparaît en bas sous la forme de bases de colonnettes et en haut sous la forme d’un linteau. Le second cadre forme la bordure de la dalle. Celle-ci est large et porte sur tout son pourtour une inscription identifiant la défunte et la date de sa mort. Quatre écus placés aux angles constituent son unique ornement. Ceux-ci portent les armoiries du Saint-Empire et du royaume de Portugal en haut et celles de l’archiduché d’Autriche et du duché de Styrie en bas.

## Analyse
Le tombeau ne porte aucune signature, mais peut être facilement comparé avec le tombeau de Frédéric III, qui se trouve dans la cathédrale Saint-Étienne de Vienne et est signé Nicolas de Leyde. Une telle comparaison montre que, bien que le dispositif d’ensemble soit conforme aux pratiques du sculpteur, son exécution est d’une qualité sensiblement inférieure : le relief est ainsi bien moins marqué sur le tombeau d’Éléonore, qui ne comporte pas les profonds évidements caractéristiques du travail de Nicolas de Leyde, y compris sur un matériau dur comme le marbre comme cela apparaît sur le tombeau de Frédéric III. La posture de l’impératrice est également plus rigide, alors que les sujets du sculpteurs ont habituellement des attitudes plus naturelles.
Il est ainsi probable que Nicolas de Leyde n’ait réalisé sur ce tombeau que la conception intellectuelle. L’exécution est quant à elle l’œuvre d’un autre sculpteur, probablement membre de son atelier, qui est compétent, mais n’a pas la virtuosité de l’artiste. Il est ainsi vraisemblable que Nicolas de Leyde ait été entièrement pris dès son arrivée en Autriche par la réalisation du tombeau de Frédéric III, l’obligeant à déléguer le tombeau de l’impératrice à ses assistants. 